# 托羅索韋
47°13′49″N 29°58′9″E / 47.23028°N 29.96917°E
托羅索韋（烏克蘭語：Торосове）是位於烏克蘭西南部的村莊，由敖德萨州羅茲季利納區的扎季什希亞市鎮負責管轄。該村始建於1857年，面積1.36平方公里，海拔高度122米，2001年人口874，人口密度每平方公里642.65人。